# Dubai Tennis Championships 2004
Il Dubai Tennis Championships 2004 è stato un torneo di tennis giocato sulla cemento. 
È stata la 12ª edizione del Dubai Tennis Championships, 
che fa parte della categoria International Series Gold nell'ambito dell'ATP Tour 2004, 
e della Tier II nell'ambito del WTA Tour 2004.
Sia il torneo maschile che quello femminile si sono giocati al Dubai Tennis Stadium di Dubai negli Emirati Arabi Uniti,
dall'1 al 7 marzo.

## Campioni

### Singolare maschile
Roger Federer ha battuto in finale  Feliciano López con il punteggio di 4–6, 6–1, 6–2

### Singolare femminile
Justine Henin-Hardenne ha battuto in finale  Svetlana Kuznecova con il punteggio di 7–6(3), 6–3

### Doppio maschile
Mahesh Bhupathi /  Fabrice Santoro hanno battuto in finale  Jonas Björkman /  Leander Paes con il punteggio di 6–2, 4–6, 6–4

### Doppio femminile
Janette Husárová /  Conchita Martínez hanno battuto in finale  Svetlana Kuznecova /  Elena Lichovceva con il punteggio di 6–0, 1–6, 6–3